# Tim Gallagher
Tim Gallagher ist ein US-amerikanischer Tierfotograf, Redakteur und Sachbuchautor. Seit 1990 ist er Chefredakteur der Zeitschrift Living Bird des Cornell Laboratory of Ornithology.
Am 27. Februar 2004 entdeckte er in Arkansas den schon für ausgestorben gehaltenen Elfenbeinspecht wieder, den er in seinem Buch „The Grail Bird“ beschreibt. Vorausgegangen waren mehrere Reisen in die Gebiete, in denen der Elfenbeinspecht gesehen worden war, und Interviews mit Personen, die den Vogel beobachtet hatten.
Tim Gallagher ist professioneller Tierfotograf, seine Ausbildung als Journalist schloss er mit einem B.A. an der California State University ab. An derselben Universität erwarb er den Magistergrad in Englisch.

## Publikationen
- The Grail Bird: Hot on the Trail of the Ivory-Billed Woodpecker, Boston 2005, ISBN 0-618-45693-7
- Sheila Buff; Tim Gallagher; Kristi Streiffert; Robert M. Brown; National Wildlife Federation (Hgg.): Where the Birds Are: The 100 Best Birdwatching Spots in North America, New York 2001, ISBN 0-7894-7169-8
- Parts Unknown: A Journalist's Journey in Search of Birds and Wild Places, New York 2001, ISBN 1-58574-275-9
- Wild Bird Photography: A Full-Color Guide, New York 1994, ISBN 1-55821-310-4

| Personendaten    | Personendaten                                               |
| ---------------- | ----------------------------------------------------------- |
| NAME             | Gallagher, Tim                                              |
| KURZBESCHREIBUNG | US-amerikanischer Tierfotograf, Redakteur und Sachbuchautor |
| GEBURTSDATUM     | 20. Jahrhundert                                             |